# Chironius brazili
Espèce
Chironius brazili  est une espèce de serpents de la famille des Colubridae.

## Répartition
Cette espèce est endémique du Brésil. Elle se rencontre au Rio Grande do Sul, dans l'État de São Paulo, au Minas Gerais, au Goiás et au District fédéral de 70 à 1 360 m d'altitude.

## Étymologie
Cette espèce est nommée en l'honneur de Vital Brazil.

## Publication originale
- Hamdan & Fernandes, 2015 : Taxonomic revision of Chironius flavolineatus (Jan, 1863) with description of a new species (Serpentes: Colubridae). Zootaxa, no 4012 (1), p. 97–119.